# Maketaton
Maketaton (of Meketaten) was een Egyptische prinses, dochter van farao Achnaton.

## Familie
Ze was de tweede dochter van Achnaton (of Amenophis IV). Zij had enkele zussen en (half)broers: Meritaton, Anchesenpaäton, Setepenre, Toetanchaton (Toetanchamon) en Smenchkare. Opvallend is dat haar naam niet altijd geschreven is in een cartouche.

## Leven
Maketaton werd op diverse koninklijke stèles afgebeeld. Net zoals alle andere dochters (en koningin Nefertiti) droeg ze de titel Neferneferoetaton. 
Ze werd hoogstwaarschijnlijk niet ouder dan 12 jaar want ze stierf in het twaalfde regeringsjaar van haar vader, tijdens een bevalling. Dit kan worden herleid uit een scène in kamer "Gamma" van  het graf van Achnaton te Amarna. Op de wand ligt Maketaton op een doodsbed waar haar ouders treuren om haar dood, In een ander deel van de wand is een koninklijk kind te zien dat de borst krijgt van een verzorgster.
Over haar kind wordt gespeculeerd dat het van Achnaton is geweest of van Toetanchamon. Achnaton regeerde namelijk zeventien jaar en 17 − 12 = 5. Toen zijn (eventuele) vader stierf was Toetanchamon vijf. Tel daar nog eens maximaal drie jaar bij voor de maximale regeringstijd van Smenkhkare; 5 + 3 = 8. Volgens historici was Toetanchamon tussen de 7 en 9 toen hij de troon besteeg.

## Galerij

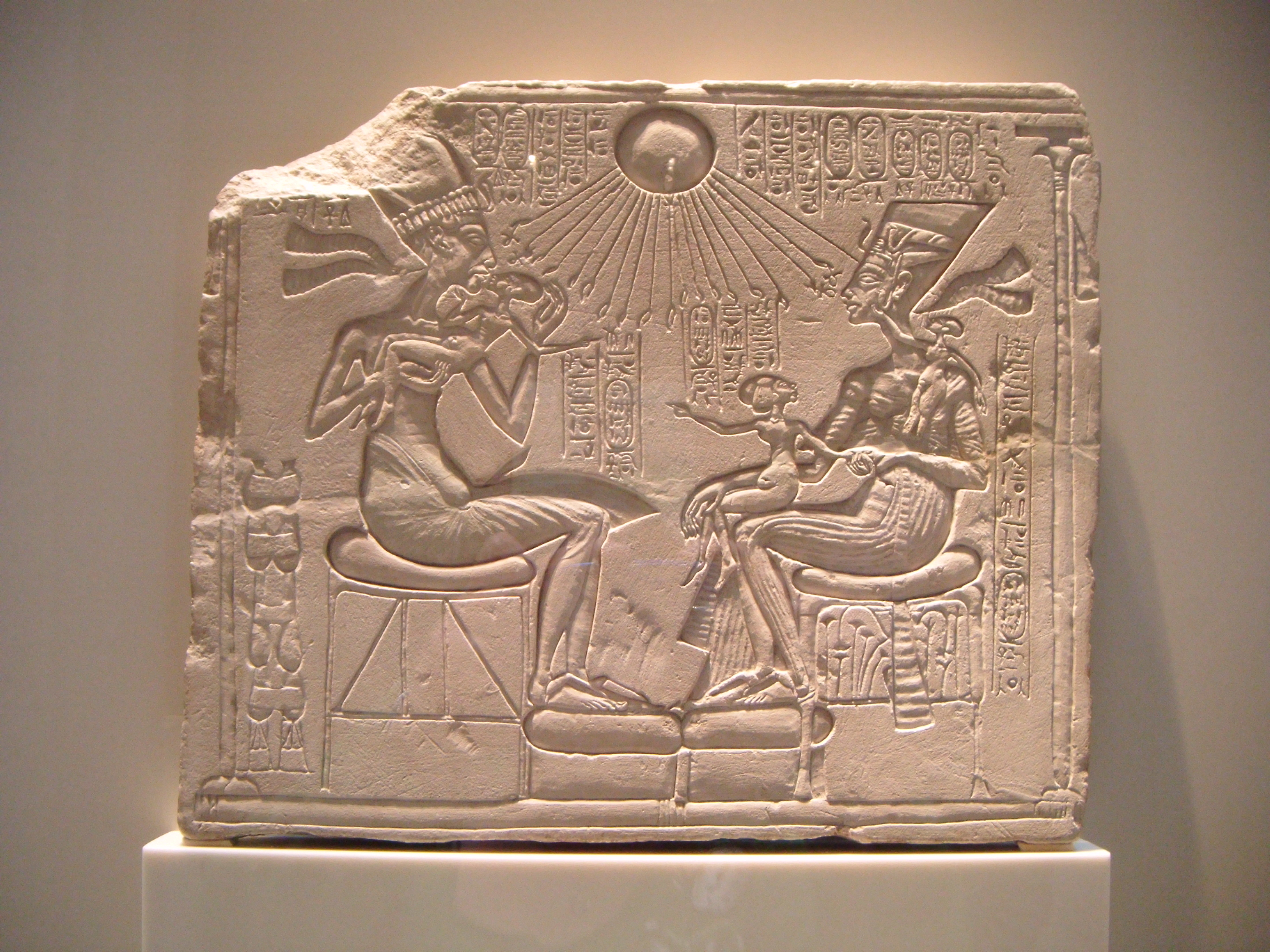
Maketaton samen met haar zusters en ouders Ägyptisches Museum Berlin
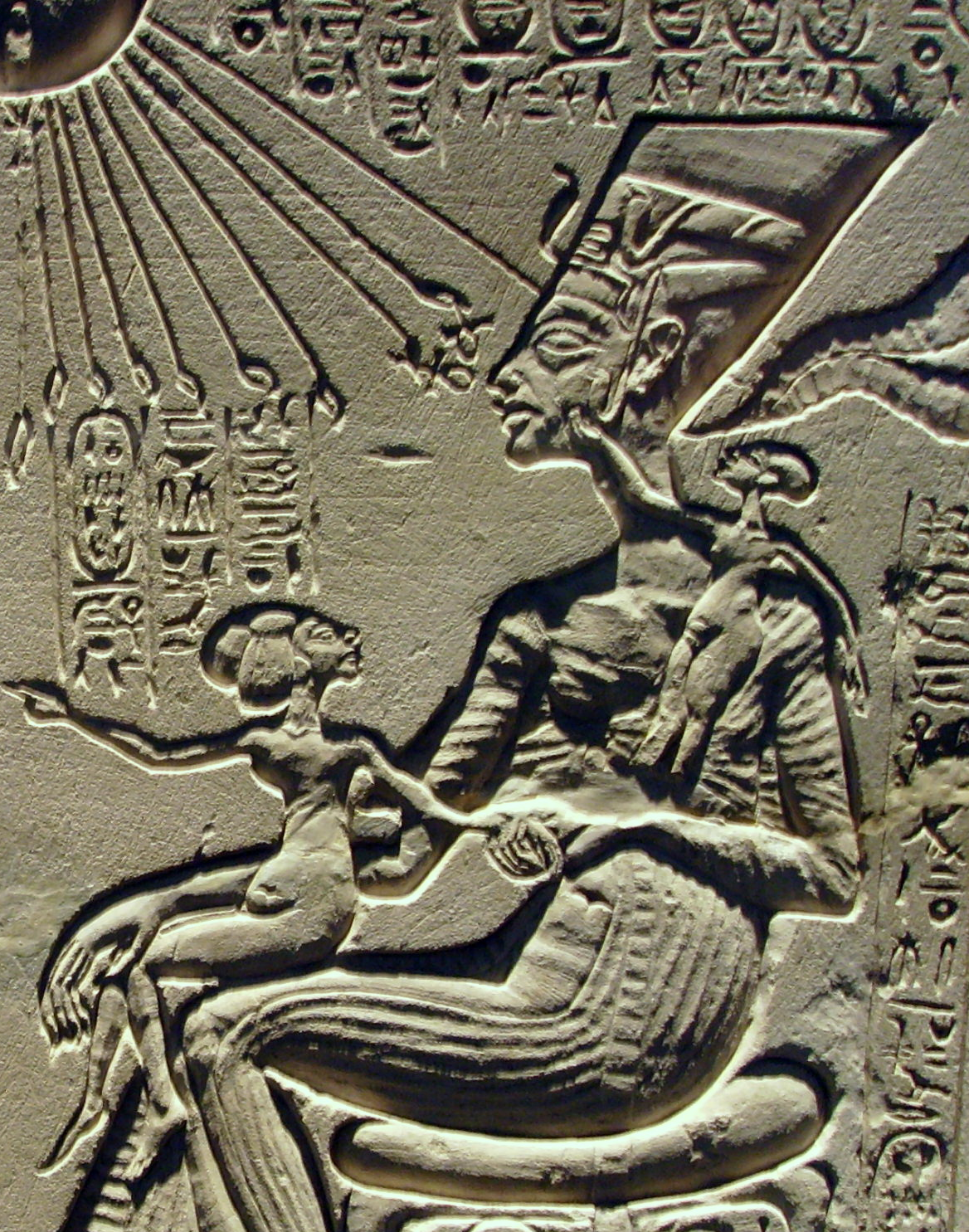
Maketaton en koningin Nefertiti (detail)
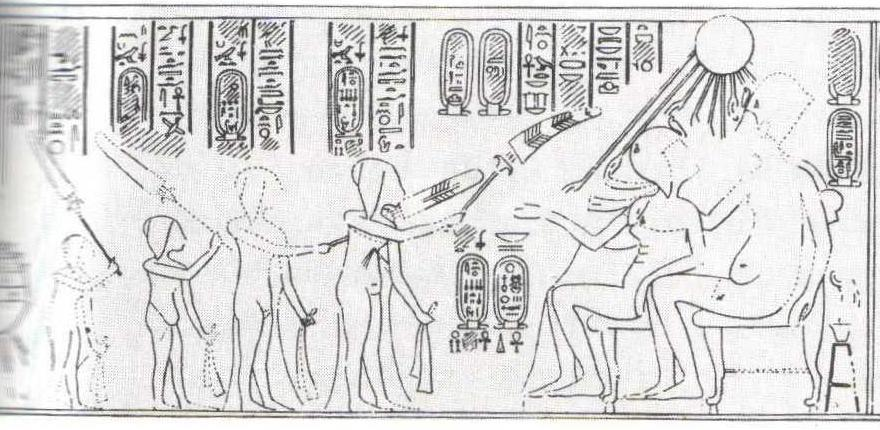
Maketaton eert haar ouders (tweede prinses van rechts). Haar naam is niet geschreven met een cartouche
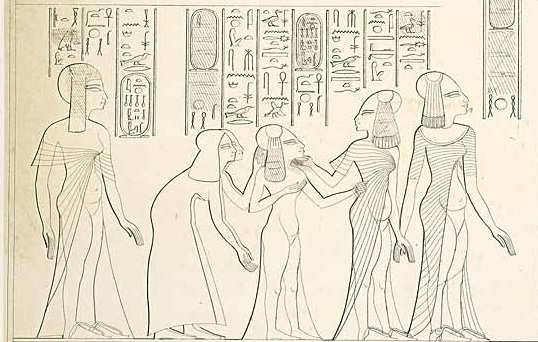
Maketaton en de prinsessen (tweede van rechts)